# Trudolubiwka (rejon basztański)
Trudolubiwka (ukr. Трудолюбівка) – wieś na Ukrainie, w obwodzie mikołajowskim, w rejonie basztańskim, w hromadzie Snihuriwka. W 2001 liczyła 441 mieszkańców, spośród których 421 wskazało jako ojczysty język ukraiński, 10 rosyjski, a 10 mołdawski.